# Bao thanh toán ngược
Không giống như bao thanh toán truyền thống, nơi nhà cung cấp muốn tài trợ cho các khoản phải thu của mình, bao thanh toán ngược (hoặc tài trợ chuỗi cung ứng) là một giải pháp tài chính do bên đặt hàng (khách hàng) khởi xướng để giúp nhà cung cấp tài trợ các khoản phải thu dễ dàng hơn và ở mức thấp hơn lãi suất hơn những gì thường được cung cấp.  Năm 2011, thị trường bao thanh toán ngược vẫn còn rất nhỏ, chiếm chưa đến 3% thị trường bao thanh toán.

## Một giải pháp tài chính
Phương pháp bao thanh toán ngược vẫn còn hiếm, tương tự như bao thanh toán trong chừng mực vì nó liên quan đến ba tác nhân: bên đặt hàng (khách hàng), nhà cung cấp và nhân tố.  Cũng giống như bao thanh toán cơ bản, mục đích của quy trình là tài trợ cho các khoản phải thu của nhà cung cấp bởi một nhà tài chính (yếu tố), vì vậy nhà cung cấp có thể rút tiền bằng tiền cho những gì anh ta bán ngay lập tức (trừ đi tiền lãi mà nhân tố khấu trừ để tài trợ cho tiền ứng trước).
Trái với bao thanh toán cơ bản, sáng kiến không phải từ nhà cung cấp mà đã xuất trình hóa đơn của cô ấy cho yếu tố được thanh toán trước đó.  Lần này, chính bên đặt hàng (khách hàng) bắt đầu quá trình - thường là một công ty lớn - chọn hóa đơn mà anh ta sẽ cho phép được thanh toán sớm hơn bởi yếu tố này.  Và sau đó, nhà cung cấp sẽ tự mình chọn những hóa đơn nào trong số những hóa đơn mà anh ta sẽ cần được thanh toán theo yếu tố này.  Do đó, đây là một dự án hợp tác thực sự giữa bên đặt hàng, nhà cung cấp và nhân tố.
Bởi vì đó là bên đặt hàng bắt đầu quá trình, đó là trách nhiệm của cô ấy được tham gia và do đó tiền lãi áp dụng cho khoản khấu trừ ít hơn số tiền mà nhà cung cấp sẽ được đưa ra nếu anh ấy tự mình thực hiện.  Các bên đặt hàng sẽ cho cô một phần lợi ích của một phần lợi ích được nhận ra bởi yếu tố này, bởi vì anh ta là người cho phép điều này.  Và nhà tài chính cho phần của mình sẽ kiếm được lợi nhuận và tạo mối quan hệ lâu dài với cả nhà cung cấp và bên đặt hàng.

## Định nghĩa bao thanh toán ngược
Một giải pháp tài chính thay thế trong đó nhà cung cấp tài trợ các khoản phải thu của họ thông qua quy trình do bên đặt hàng bắt đầu, để giúp nhà cung cấp của họ nhận được các điều khoản tài chính thuận lợi hơn so với những gì họ đã nhận được cho hoạt động và các chi phí chuyển nhượng khác phát sinh đặt tiệc.
Bao thanh toán ngược được coi là một công cụ tối ưu hóa dòng tiền hiệu quả cho các công ty thuê ngoài khối lượng dịch vụ lớn (ví dụ như các hoạt động nghiên cứu lâm sàng của các công ty Dược phẩm ).  Lợi ích cho cả hai bên là công ty cung cấp dịch vụ có thể nhận được giá trị nổi bật của hóa đơn được thanh toán trong vòng 10 ngày hoặc ít hơn so với điều khoản thanh toán 30 đến 45 ngày thông thường trong khi bên đặt hàng có thể trì hoãn việc thanh toán hóa đơn thực tế (được trả cho ngân hàng) sau 120-180 ngày, do đó làm tăng dòng tiền.  Sau thời gian tối ưu hóa dòng tiền ban đầu, không rõ liệu điều này có còn giá trị cho bên đặt hàng hay không vì sau đó bạn sẽ thanh toán hóa đơn hàng tháng với số tiền tương đương với giả định dịch vụ thuê ngoài của bạn ổn định / trung bình trong cả năm / giai đoạn tương lai.  Chi phí của "tiền" là một mức lãi suất được đặt thường được gắn với một chỉ số cộng với điều chỉnh bps.

## Khái niệm
Để hiểu đầy đủ về quá trình bao thanh toán ngược hoạt động như thế nào, người ta cần phải làm quen với chiết khấu thương mại và bao thanh toán.  Thật vậy, bao thanh toán ngược có thể được coi là sự kết hợp của hai giải pháp này, tận dụng lợi thế của cả hai để phân phối lại lợi ích cho cả ba tác nhân.  Để hiểu rõ hơn về quy trình, cần xem xét 8 khía cạnh riêng lẻ của ba giải pháp đó: 
|                                        | chiết khấu thương mại                                  | bao thanh toán                           | bao thanh toán ngược                     |
| -------------------------------------- | ------------------------------------------------------ | ---------------------------------------- | ---------------------------------------- |
| Đủ điều kiện                           | tất cả hóa đơn                                         | tất cả hóa đơn                           | hóa đơn đã được xác thực                 |
| Tài chính                              | tại buổi sáng kiến đặt hàng                            | theo sáng kiến của nhà cung cấp          | tại buổi sáng kiến đặt hàng              |
| Sum tài trợ                            | 100% hóa đơn (-discount)                               | một phần của hóa đơn                     | một phần của hóa đơn                     |
| Lãi suất                               | phụ thuộc vào tình hình của nhà cung cấp               | phụ thuộc vào tình hình của nhà cung cấp | phụ thuộc vào tình hình của bên đặt hàng |
| Thanh toán                             | ngay lập tức                                           | ngày đáo hạn                             | ngày đáo hạn                             |
| Tác động đến nhu cầu tiền mặt làm việc | tiêu cực                                               | không ai                                 | không ai                                 |
| Lợi ích tài chính                      | giá trị chiết khấu (nhưng liên quan đến dòng tiền mặt) | không ai                                 | tỷ lệ chiết khấu                         |
| Triển khai cho các nhà cung cấp khác   | chậm (thích ứng với từng nhà cung cấp)                 | không ai                                 | Nhanh                                    |

## Mang tính lịch sử
Bản thân khái niệm bao thanh toán ngược không phải là bản gốc.  Chính các nhà xây dựng ô tô đã bắt đầu sử dụng nó.  Đặc biệt, Fiat, kể từ những năm 1980, đã sử dụng loại quy trình tài chính này cho các nhà cung cấp của mình để nhận ra mức lợi nhuận tốt hơn.  Nguyên tắc này sau đó lan sang ngành bán lẻ vì lợi ích mà nó đại diện cho một lĩnh vực mà sự chậm trễ thanh toán là trung tâm của mọi cuộc đàm phán.
Trong những năm 1990, và đầu những năm 2000 ', bao thanh toán ngược không được sử dụng nhiều vì bối cảnh kinh tế không cho phép nó là một cách tài chính hiệu quả.  Tuy nhiên, ngày nay, vì các NTIC và các tiến bộ pháp lý khác nhau, nó đã trở thành một công cụ rất thành công.

## Cải thiện quan hệ kinh doanh
Trong khung hóa đơn hoặc bao thanh toán cơ bản, luôn có một số rủi ro đe dọa hóa đơn:
- hóa đơn gian lận (tính toán bất hợp pháp, sai lầm hoặc lỗi đánh máy)
- thời gian chậm thanh toán
- một ước tính không chính xác về đối tượng của hóa đơn (một dịch vụ được thực hiện kém)
- v.v.

Bằng cách sử dụng bao thanh toán ngược, những rủi ro này được giảm đáng kể.

## Ưu điểm

### Đối với nhà cung cấp
Nhà cung cấp có hóa đơn thanh toán trước đó; do đó, nó có thể dễ dàng quản lý dòng tiền của mình hơn và giảm chi phí quản lý khoản phải thu.  Hơn nữa, vì là bên đặt hàng đặt trách nhiệm pháp lý của mình, họ được hưởng lợi từ lãi suất chiết khấu thương mại tốt hơn so với bên nhận được bằng cách trực tiếp đến một công ty bao thanh toán.  Bao thanh toán ngược rất hữu ích cho các công ty nhỏ dành cho khách hàng các nhóm lớn, bởi vì nó tạo ra mối quan hệ kinh doanh lâu bền hơn vì công ty lớn giúp công ty nhỏ hơn và làm như vậy sẽ có thêm tiền.  Ý kiến này không giải thích cho các mối quan hệ kém gây ra bởi những thay đổi đơn phương đối với các điều khoản tín dụng.  Các công ty nhỏ hơn thường không được lựa chọn chấp nhận chi phí tài chính bổ sung theo quy trình này.  Trong quy trình bao thanh toán, nếu có bất kỳ vấn đề nào liên quan đến việc thanh toán hóa đơn, thì nhà cung cấp phải chịu trách nhiệm và phải trả lại số tiền anh ta nhận được.  Trong quy trình bao thanh toán ngược, vì nó liên quan đến hóa đơn được xác thực, ngay khi nhà cung cấp nhận được khoản thanh toán từ yếu tố này, công ty được bảo vệ.  Yếu tố sẽ phải nhận tiền từ bên đặt hàng.  Cuối cùng, trong một hệ thống chiết khấu thương mại, nhà cung cấp buộc phải được trả tiền mặt, bất kể dòng tiền của nó là gì.  Một số nền tảng bao thanh toán ngược đã xác định vấn đề này và do đó đề xuất cho các nhà cung cấp một giải pháp hợp tác hơn: họ chọn cho mình hóa đơn họ muốn nhận tiền mặt, những người khác sẽ được thanh toán vào ngày đáo hạn.

### Đối với bên đặt hàng (người mua)
Bao thanh toán ngược cho phép tập hợp tất cả các nhà cung cấp trong một nhà tài chính, và cách đó để trả cho một công ty thay vì nhiều công ty, giúp giảm bớt việc quản lý hóa đơn.  Mối quan hệ với các nhà cung cấp được hưởng lợi từ bao thanh toán ngược được cải thiện vì họ được hưởng lợi từ một giải pháp tài chính tốt hơn và sự chậm trễ thanh toán của họ được giảm bớt; Về phần mình, bên đặt hàng sẽ kiếm thêm một số tiền được đảo ngược theo yếu tố và trả hóa đơn của cô ấy đến ngày đáo hạn.  Làm cho các nhà cung cấp được hưởng lợi từ những lợi thế như vậy có thể là một đòn bẩy mạnh mẽ trong đàm phán, và cũng đảm bảo mối quan hệ bền vững hơn với các nhà cung cấp.  Hơn nữa, nó đảm bảo rằng các nhà cung cấp sẽ có thể tìm thấy nguồn tài chính có lợi trong trường hợp có vấn đề về dòng tiền: sử dụng bao thanh toán ngược đảm bảo rằng các nhà cung cấp sẽ vẫn kinh doanh và đáng tin cậy.  Với bao thanh toán ngược, thay vì trả nhiều nhà cung cấp, hầu hết các hóa đơn được tập trung với cùng một yếu tố; luôn luôn tốt hơn cho bộ phận tài khoản để giao dịch với một công ty phải trả nhiều hơn một số công ty. Điều này cũng có thể được đơn giản hóa và tăng tốc bằng cách sử dụng nền tảng bao thanh toán ngược kết hợp với số hóa các giao dịch kinh doanh (nghĩa là  EDI).

### Đối với các yếu tố (tài chính)
Bằng cách tham gia vào quá trình bao thanh toán ngược, nhân tố nhận ra lợi ích bằng cách cung cấp tiền mặt có sẵn cho nhà cung cấp và hỗ trợ cho việc chậm trễ thanh toán.  Tuy nhiên, đối lập với bao thanh toán, trong tình huống này, yếu tố nằm trong mối quan hệ kinh doanh lâu bền hơn vì mọi người đều được hưởng lợi từ nó.  Lợi thế khác cho nhà tài chính, là anh ta làm việc trực tiếp với các bên đặt hàng lớn; điều đó có nghĩa là thay vì theo đuổi từng nhà cung cấp của công ty đó, anh ta có thể tiếp cận nhanh hơn và dễ dàng hơn tất cả các nhà cung cấp và làm kinh doanh với họ.  Do đó, rủi ro ít quan trọng hơn: nó chuyển từ rất nhiều rủi ro phân mảnh sang một duy nhất và ít quan trọng hơn.

## Tối ưu hóa quy trình
Thông thường bao thanh toán ngược được sử dụng với việc phi vật chất hóa để tăng tốc quá trình.  Vì toàn bộ mục tiêu của nó là kiếm tiền cho nhà cung cấp càng nhanh càng tốt, rất nhiều công ty quyết định phi vật chất hóa đơn của họ khi họ bắt đầu một hệ thống bao thanh toán ngược, bởi vì cách đó giúp tiết kiệm thêm vài ngày, cộng với tất cả các lợi thế của phi vật chất hóa (ít tốn kém hơn và có lợi cho môi trường).  Trung bình, nó có thể rút ngắn độ trễ từ 10 đến 15 ngày.

## Lựa chọn giải pháp bao thanh toán ngược đúng
Nguyên tắc cốt lõi của bao thanh toán ngược là có một cách có lợi cho tất cả các tác nhân.  Bằng cách đó, cần phải có quan hệ tốt với các diễn viên khác.  Rủi ro chính trong bao thanh toán ngược là nhà cung cấp bị mắc kẹt trong một hệ thống mà anh ta không thể quyết định hóa đơn nào mình cần thanh toán ngay lập tức hay không, và do đó anh ta trở thành nạn nhân của hệ thống đó.  Do đó, cần phải chọn một nền tảng hợp tác cho phép nhà cung cấp chọn hóa đơn nào họ sẽ được thanh toán sớm và khi nào họ sẽ được thanh toán.